# Hodophylax aridus
Hodophylax aridus là một loài ruồi trong họ Asilidae. Hodophylax aridus được James miêu tả năm 1933. Loài này phân bố ở vùng Tân Bắc giới.